# Nederlands-Portugese Oorlog
De Nederlands-Portugese Oorlog (Portugees: Guerra Luso-Neerlandesa) is een reeks van koloniale conflicten tussen Nederlandse handelscompagnieën, die actief gesteund werden door de regering van de Nederlandse Republiek, in oorlog met Spanje, en de Portugese koloniale machthebbers in het Verre Oosten, Afrika en Brazilië, die tot 1640 onder Spaans bewind stonden.
De Nederlandse Opstand tegen koning Filips II van Spanje had aanvankelijk geen invloed op de belangrijke Portugees-Nederlandse handel. De vrijheid van onderlinge handel was in 1576 in een verdrag vastgelegd met de Portugese koning Sebastiaan van Portugal, hij had daartoe een gezant naar de Staten-Generaal gestuurd. Na de dood van Hendrik van Portugal in 1580, brak de Portugese Successieoorlog uit. Troonpretendent Don Antonio vroeg om steun aan de Republiek.
Filips II werd koning van de Iberische Unie (1580-1640), dit had grote gevolgen voor de Nederlanden. Omdat er geen specerijenhandel met de Portugezen meer kon worden gevoerd werden Nederlanders gestimuleerd zelf de zo gewenste producten in Indië te gaan halen. De overzeese handelsactiviteiten van de Republiek buiten Europa groeiden hierdoor sterk. De in 1602 opgerichte Vereenigde Oostindische Compagnie (VOC) verjoeg de Portugezen uit het overgrote deel van Oost-Indië, Ceylon en een deel van Zuid-Azië, terwijl de West-Indische Compagnie (WIC) een gedeelte van het Portugese bezit in Brazilië en Westelijk Afrika veroverde. De Nederlandse strijd met de Portugezen werd aanvankelijk gelegitimeerd door de Tachtigjarige Oorlog die in Europa woedde tussen de Nederlandse Republiek en Spanje dat tot het jaar 1641 Portugal beheerste. De opstand van 1640 die tot hernieuwde onafhankelijkheid leidde was overigens mee veroorzaakt door het besef dat het Portugese rijk werd geërodeerd door de Nederlanders.
De Nederlanders waren in deze strijd om handelsbelangen de agressors; het initiatief tot een gewapend conflict kwam bijna altijd van Nederlandse zijde. De Nederlandse macht in Azië groeide in de loop der jaren. Op Java werd de stad Batavia gevestigd als hoofdstad voor de Nederlandse koloniën in Oost-Indië. De bestuurders in Batavia kwamen snel in conflict met de hoofdstad van Portugees-Indië Goa.
De WIC veroverde tijdelijk de noordoostkust van Brazilië, de Portugese Goudkust en de kust van Angola. Daardoor werd de slavenhandel een grote inkomstenbron. In 1648 gingen de delen van Angola terug naar Portugal en in 1661 werd Nederlands-Brazilië teruggegeven. Het overgrote deel van Indië was definitief voor de Portugezen verloren.

## Veldslagen
- Slag bij Bantam (1601)
- Slag bij Cape Rachardo (1606)
- Slag van Macau (1622)
- Verovering van Bahia (1624)
- Slag om de Perzische Golf (1625)
- Herovering van Bahia (1625)
- Slag bij Elmina (1625)
- Beleg van Recife (1630)
- Slag om Recife (1631)
- Slag bij Albrolhos (1631)
- Slag bij Elmina (1637)
- Slag bij Goa (1638)
- Eerste Slag bij Bahia (1638)
- Tweede Slag bij Bahia (1640)
- Slag bij Mormugao (1639)
- Slag bij Pernambuco (1640)
- Slag bij Malacca (1641)
- Verovering van Luanda (1641)
- Slag bij Tabocas (1645)
- Slag bij Kombi (1647)
- Eerste Slag bij Guararapes (1648)
- Tweede Slag bij Guararapes (1649)
- Beleg van Recife (1652)
- Eerste Slag bij Colombo (1654)
- Tweede Slag bij Colombo (1654)

## Voetnoten
1. ↑  David Abulafia, The Boundless Sea. A Human History of the Oceans, 2019, p. 687